# Либаня
Либаня (на словенски: Libanja) е село в Словения, Подравски регион, община Ормож. Според Националната статистическа служба на Република Словения през 2015 г. селото има 84 жители.